# Латемар
Латемар (итал.  Latemar) — горный массив в Доломитовых Альпах в итальянской области Трентино-Альто-Адидже.

## Описание
Горный массив в Доломитовых Альпах, ограниченный на севере долиной Валь-д'Эга, перевалом Косталунга и долиной Косталунга, на востоке и юге — долиной Валь-ди-Фьемме, на западе — долиной Валь-Гамбис и рекой Рио-делле-Пале. Самые высокие вершины (самая высокая — Кимон-дель-Латемар — 2842 м), расположенные полукругом, образуют обширную котловину, называемую Вальсорда.